# فیدل بو (کنتاکی)
فیدل بو (به انگلیسی: Fiddle Bow) یک منطقهٔ مسکونی در ایالات متحده آمریکا است که در شهرستان هاپکینز، کنتاکی قرار دارد. فیدل بو ۱۵۶٫۹۷ متر بالاتر از سطح دریا واقع شده‌است.